# Régis Ovion
Régis Ovion (Vigneux-sur-Seine, 3 marzo 1949) è un ex ciclista su strada francese, campione del mondo dilettanti nel 1971 a Mendrisio e professionista dal 1972 al 1982.

## Palmarès

### Mondiali
- 1 medaglia:
  - 1 oro (Mendrisio 1971 nella corsa in linea dilettanti)

### Strada
- 1971 (sei vittorie)

12ª tappa Giro di Polonia (Cieszyn > Gliwice)
1ª tappa GP Tell (Stans > Emmetten)
4ª tappa GP Tell (Rugell > Rugell)
7ª tappa Tour de l'Avenir (Digne > Briançon)
11ª tappa Tour de l'Avenir (Roanne > Roanne)
Classifica generale Tour de l'Avenir
- 1973 (Peugeot - BP, due vittorie)

4ª tappa Giro del Delfinato (Orange > Carpentras)
Ronde de Seignelay
- 1975 (Peugeot, una vittoria)

Campionati francesi, prova in linea
- 1976 (Peugeot - Esso, una vittoria)

12ª tappa Tour de l'Oise (Beauvais > Creil)
- 1977 (Peugeot - Esso - Michelin, una vittoria)

Classifica generale Tour de Corse
- 1978 (Peugeot - Esso - Michelin, una vittoria)

Paris-Bourges
- 1980 (Puch - Sem - Campagnolo, una vittoria)

1ª tappa Critérium National de la Route (Le Castellet > Frejus)
- 1981 (Puch - Wolber - Campagnolo, una vittoria)

4ª tappa Tour de l'Avenir (Chalon-sur-Saône > Saint-Trivier-sur-Moignans)